# Pirodrilus messanensis
Pirodrilus messanensis är en ringmaskart som först beskrevs av Erséus 1987.  Pirodrilus messanensis ingår i släktet Pirodrilus och familjen glattmaskar. Inga underarter finns listade i Catalogue of Life.